# 여주 입암
여주 입암(驪州 笠巖)은 대한민국 경기도 여주시 세종대왕면 왕대리에 있는 화강암 바위이다. 2012년 8월 27일 여주시의 향토유적 제21호로 지정되었다.

## 개요
입암(笠巖)은 옛 여주팔경 중 하나로, 해동지도 광여도 등에 제6경 입암층암(笠巖層巖)으로 기록된 여주시의 자연경관유적이다. 상세지도인 1872년 지방도에는 笠巖(삿갓바위)가 층층이 쌓여 있는 형태로 묘사돼 있다. 
현재 입암도 '笠巖'이라 글씨와 함께 '이인응(李寅應)', 당시 세력가인 '민영목(閔泳穆)' 등의 이름이 새겨져 있다. '경오막추각(庚午莫秋刻)'이라 새겨져 있는 것으로 미뤄 경오년(1870년) 늦은 가을에 글씨를 새긴 것으로 추정된다.
여주 입암은 지질학적으로 중생대 쥐라기에 형성된 대보 화강암에 해당하는 화강암으로 구성된 바위이다.

## 같이 보기
- 여주 마암
- 여주시의 지질